# Římskokatolická farnost Kostelany nad Moravou
Římskokatolická farnost Kostelany nad Moravou je územní společenství římských katolíků s farním kostelem svatého Floriána v děkanátu Uherské Hradiště.

## Historie farnosti
První písemná zmínka o obci pochází z roku 1131.

## Duchovní správci
Od července 2009 je administrátorem excurrendo R. D. ICLic. Mgr. Josef Rýznar.

## Bohoslužby
| Kostel           | Místo                 | Bohoslužba (den)       | Hodina                                    | Poznámka     |
| ---------------- | --------------------- | ---------------------- | ----------------------------------------- | ------------ |
| svatého Floriána | Kostelany nad Moravou | neděle pondělí čtvrtek | 10.30 17.00 (zimní čas)/18.30 (letní čas) | farní kostel |

## Aktivity ve farnosti
Pravidelně se konají duchovní obnovy, setkání společenství, výuka náboženství, při bohoslužbách zpívá schola.
Ve farnosti se pravidelně pořádá tříkrálová sbírka. V roce 2017 dosáhl výtěžek sbírky 25 927 korun.
Ve farnosti se od roku 2011 pravidelně slouží mše svatá v mimořádné formě římského ritu. V jejím sloužení se pokračuje i po papežském motu proprio Traditionis custodes. Celebrace se ujal přímo administrátor P. Rýznar. Mše je každou neděli v 7:00 a o prvních sobotách v měsíci v 7:30.